# Pokolj u Gospiću
Pokolj u Gospiću bio je ratni zločin koji se dogodio između 16. listopada i 18. listopada 1991. u Gospiću, tijekom Domovinskog rata, kada su hrvatski vojnici ubili između 23 i 100 lokalnih civila (koji su većinom bili Srbi). Masakr se dogodio samo tri dana nakon što su srpski vojnici počinili pokolj nad Hrvatima u Širokoj Kuli. Hrvatski vojni sud kasnije je utvrdio brojku od 50 ubijenih civila; polovica (24) su bili Srbi. Zapovjednik akcije, general Mirko Norac, osuđen je 2003., zajedno s četvoricom ostalih, za odgovornost u ovom pokolju. 

## Uvod
Mjesecima prije incidenta, odvijala se bitka za Gospić pošto je taj lički grad bio na glavnoj ratnoj liniji između hrvatske vojske i pobunjenih srpskih paravojnih postojbi Krajine i JNA koji su ga htjeli osvojiti. Srpsko granatiranje, koje je trajalo mjesecima, teško je oštetilo grad. 
Tijekom raspada SFRJ, mnogi Srbi su naspustili Gospić. Hrvatska vlada upotrijebila je radio i televizijsko emitiranje pozivajući Srbe vjerne Hrvatskoj da se vrate u svoje domove.

## Događaji listopada 1991.
6. listopada 1991., neki pripadnici HV-a pohađali su sastanak kojeg je sazvao Tihomir Orešković. Dogovoreno je da će se sastaviti popis Srba koji su se vratili u Gospić kako bi se osigurali da nijedan od njih nije neprijateljski raspoložen prema Hrvatskoj državi. Međutim, popis je upotrijebljen kako bi se ciljano pronašli najvažniji srpski vođe zajednice radi njihova ubojstva. Pretpostavlja se da je to bio osvetnički pohod na spomenuti pokolj u Širokoj Kuli te uništenje gradske katoličke crkve nakon srpskog granatiranja.
Cijela operacija bila je pod zapovjedništvom Mirka Norca. Između 16. i 18. listopada, hrvatska vojna postrojba pod njegovim zapovjedništvom je sakupila uglavnom, ali ne isključivo, srpske poglavare u naseljima Gospić, Karlobag, Pazarište i Lipova Glavica, te ih ukrcala na kamione. Odvezeni su i smaknuti, a njihova tijela su uklonjena. 
Prema Miroslavu Bajramoviću, dobili su naredbe "odozgo" da "ubiju određene srpske poglavare kako bi se smanjio broj Srba u Gospiću", koji su tada bili potencijalna prijetnja tijekom rata.
Krajem 1991., Josip Manolić optužio je postrojbe HOS-a za nestanke gospićkih Srba. Predsjednik HSP-a i vrhovni zapovjednik HOS-a Dobroslav Paraga je nakon toga naredio vojnicima HOS-a u Gospiću da sami provedu istragu. Paraga je dokazao da je HOS u Gospić došao mjesec dana nakon zločina. Istraga je rezultirala spiskom od 63 nestala civila, koji je Paraga početkom 1992. objavio u medijima.

## Posljedice
1. rujna 1997., hrvatske novine Feral Tribune objavile su detaljno svjedočenje tog događaja od Miroslava Bajramovića, koji je izjavio da je bio uključen u pokolj. Njegovo priznanje izazvalo je snažan odjek u javnosti: zagovaratelji Norca odbacili su izvještaj kao pokušaj "bacanja ljage na Domovinski rat", dok su borci za ljudska prava napali vladu zbog pokušaja zataškavanja.
Danas je prihvaćeno stajalište da je, iako je Hrvatska bila žrtva agresije, bilo individualaca i s njene strane koji su počinili pojedine zločine i nad nedužnim civilima samo zato što su bili Srbi.
Međunarodni sud za ratne zločine počinjene na području bivše Jugoslavije (ICTY) preporučio je hrvatskoj vladi da procesuira taj slučaj. Nakon parlamentarnih izbora 2000., nova hrvatska vlada odlučila je razriješiti taj slučaj. 
Forenzičari ICTY-a pozvani su u Gospić u svibnju 2000. kako bi istražili lokacije za koje se sumnja da su sadržavale tijela poginulih. Tijekom istrage koja je trajala dva tjedna, forenzičari su pronašli deset kostura. Pojedini hrvatski nacionalisti i ratni veterani prosvjedovali su tijekom istrage.
Dvanaest hrvatskih generala, među njima i Mirko Norac, izdali su javnu izjavu u kojem kritiziraju hrvatsku vladu zbog "kriminalizacije Domovinskog rata". Kao posljedica te kritike, predsjednik Stjepan Mesić ih je prisilno umirovio.

## Suđenje
Norac se predao 21. vejače 2001. nakon dogovora da neće biti izručen Haagu, izjavio je da je "nedužan". ICTY je objavio da će predati slučaj hrvatskim ovlastima te da neće podići tužbu protiv Norca.
5. ožujka 2001., Sudsko vijeće Županijskog suda u Rijeci optužio je Oreškovića, Norca, Grandića, Rožića i Čanića za ratni zločin zbog ubojstva 50 većinom srpskih civila.
Samo suđenje trajalo je 14 mjeseci te je saslušalo izjave 150 svjedoka. Tihomir Orešković osuđen je na zatvorsku kaznu od 15 godina, Mirko Norac na 12, a Stjepan Grandić na 10 godina zatvora. Nepravomoćnom presudom trojica osuđenih proglašeni su odgovornima za organizaciju i provedbu odvođenja najmanje 50 civila iz njihovih stanova i podruma te njihovu likvidaciju. Sudsko vijeće ustvrdilo je da nije dokazano da su Orešković i Norac naredili Ivici Rožiću da odvede iz Karlobaga trojicu tamošnjih Srba niti da je tu trojicu Rožić ubio na Velebitu. Vrijeme provedeno u pritvoru uračunat će im se u kaznu.
Sudsko je vijeće ustvrdilo u obrazloženju presude da su ostale dvije točke optužnice vezane uz likvidaciju civila u Lipovoj Glavici i na Pazarištu dokazane. Potvrđeno je, navodi se, da su Orešković i Norac izdavali naloge za odvođenja civila iz njihovih kuća i podruma te za njihovo zatočenje i likvidaciju, kao i da je Norac osobno ubio jednu ženu tijekom likvidacije civila na Pazarištu. Potvrđeno je, stoji u obrazloženju, da je tzv. smrtonosni sastanak održan u Kriznom štabu za Liku, s kojega su najvažnije osobe tada u Gospiću krenule u likvidaciju najmanje deset civila na Pazarištu, kako se navodi, po nalogu Norca i Oreškovića.
Kontekst vremena bio je takav da su mnogi civili nosili vojnu odjeću, što su istaknuli istražitelji UN-a u drugom slučaju s ličkog bojišta, zbog čega su držali upitnim svjedočenja lokalnih Srba o stradanjima civila. Posvjedočili su o problemu naoružanih civila, jer su vidjeli civile da su bježali naoružani.
Sutkinja Ika Šarić ustvrdila je da ubijeni civili, njih najmanje 50, nisu ni na koji način sudjelovali u ratnom sukobu te da nisu pomagali neprijatelju.